# Weitramsdorf
Weitramsdorf település Németországban, azon belül Bajorországban. Lakosainak száma 5187 fő (2023. december 31.).

## Népesség
A település népessége az elmúlt években az alábbi módon változott:
| Lakosok száma | 601  | 4520 | 2764 | 4995 | 4931 | 4914 | 4962 | 5031 | 5085 | 5187 |
|               | 1925 | 1970 | 1975 | 2011 | 2013 | 2014 | 2016 | 2019 | 2021 | 2023 |